# Brandeln

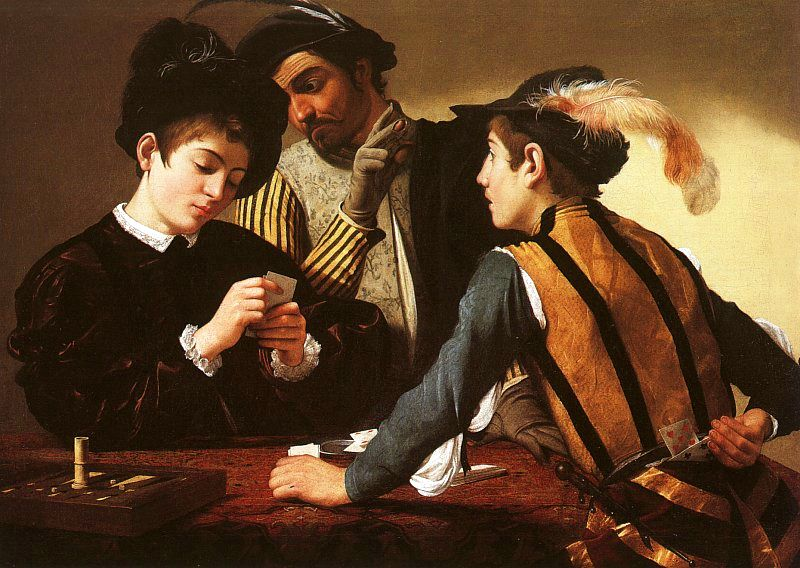
Michelangelo Merisi da Caravaggio: Die Falschspieler (Gemälde um 1594)

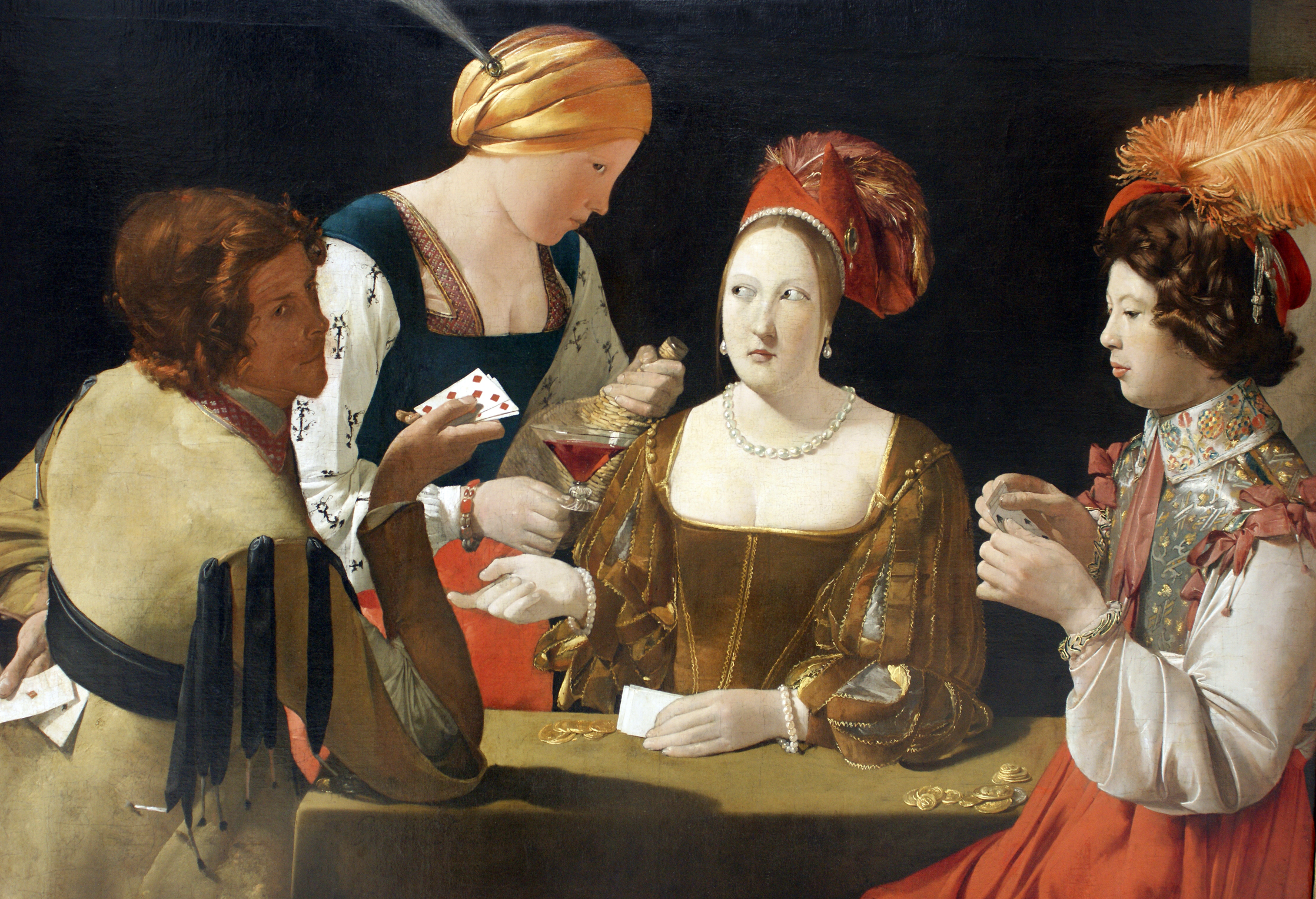
Georges de la Tour: Der Falschspieler mit dem Karo-Ass

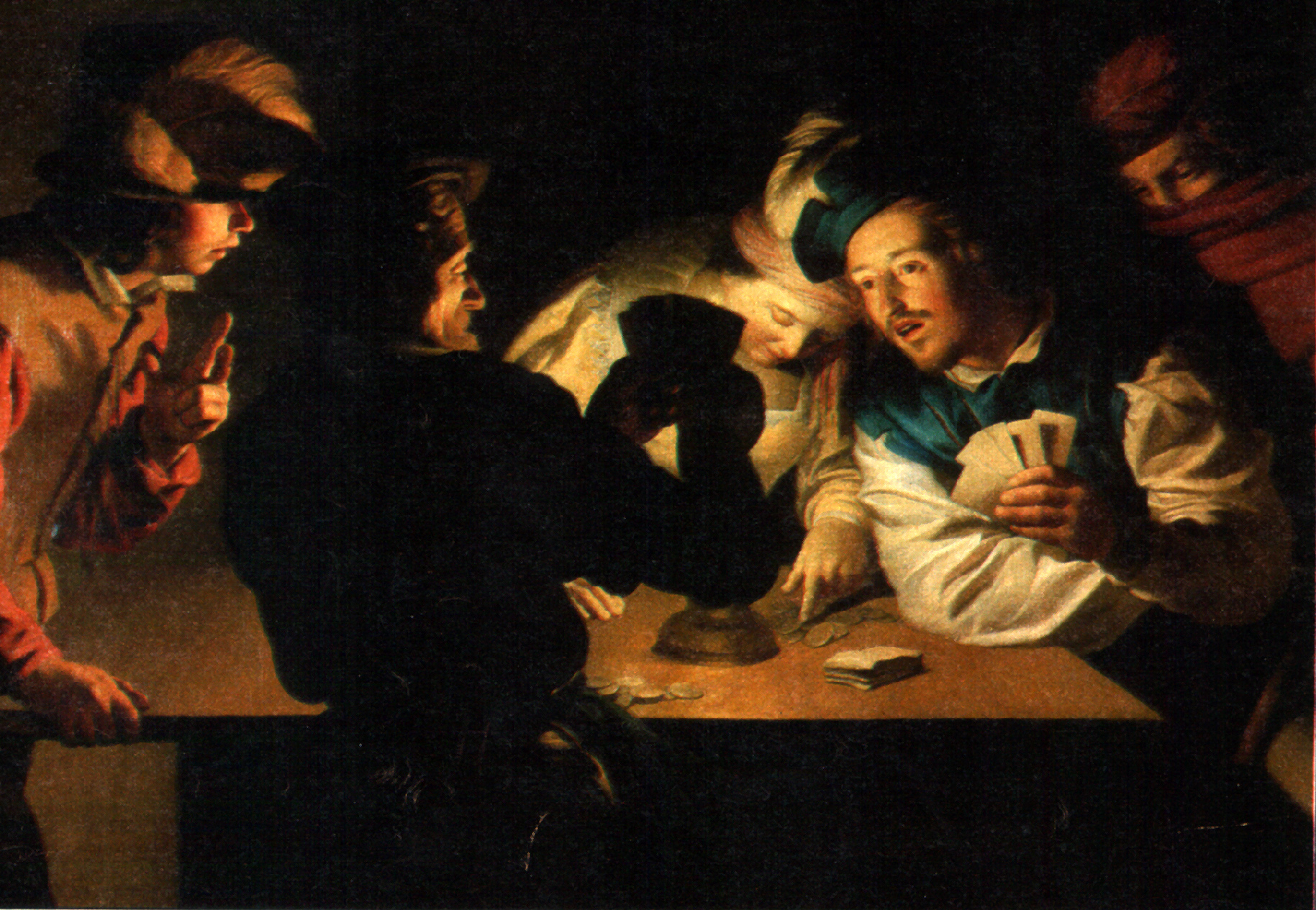
Gerrit van Honthorst: Die Falschspieler

Brandeln ist ein historisches Kartenspiel für vier Personen, wobei stets drei gegen einen spielen.

## Die Regeln

### Die Karten
Man verwendet ein Paket zu 32 Blatt (zum Beispiel französische oder doppeldeutsche Spielkarten) und entfernt daraus die Achter, d. h. man spielt mit 28 Blatt. Je nach Variante können sich Abweichungen ergeben.

### Die Rangfolge
In der Trumpffarbe gilt der Bube und danach die Sieben als höchster Trumpf, die Rangfolge lautet daher
Bube > Sieben > Ass > König > Dame > Zehn > Neun
In den anderen Farben ist die Rangordnung der Kartenwerte die für Stichspiele gewöhnliche:
Ass > König > Dame > Bube > Zehn > Neun > Sieben

### Vorbereitungen
Um Plätze und Angeben wird wie gewöhnlich gezogen. Geben, Ansagen und Ausspielen erfolgt linksherum. Jeder bekommt sieben Karten, erst zwei, dann drei, dann wieder zwei.

### Das Bieten
Der Spieler links vom Geber hat die Vorhand und erklärt sich als erster.
- Glaubt er drei Stiche in einer der vier Farben, die dann Trumpf wird, zu machen, so sagt er: „Ein Brandel“ oder „Ich brandle“.

- Passt er, so steht das Ansagen dem zweiten, dann dem dritten und vierten zu.

Auch kann der Ansagende durch 4, 5, 6 Stiche überboten werden, jedoch den Brandel, wodurch er überboten wird, selbst spielen.
Die Farbe, in welcher der Spieler brandelt, sagt er nicht eher an, als bis ihm das Spiel geblieben.
Sagt man einen Bettel an, so will man keinen Stich machen. Der Bettel überbietet 6 Stiche.
Die höchste, alles überbietende Spielart ist der Mord, wobei man alle 7 Stiche machen muss.

### Das Spiel
Der Spieler, der das höchste Gebot abgibt, spielt zum ersten Stich aus.
Es wird Farbe bedient oder mit Trumpf gestochen. Bei der Spielart Bettel, in der keine Trümpfe vorkommen, muss, wenn möglich, der Nachspieler überstechen.

### Die Abrechnung
Der Brandel von drei Stichen wird mit drei, der von vier, fünf und sechs Stichen mit vier, fünf und sechs, der Bettel mit sieben und der Mord mit acht Marken honoriert, welche dem Ansagenden jeder der Gegenspieler bezahlt, wenn er siegt.
Verliert der Ansager, so muss er an jeden der drei Gegenspieler den entsprechenden Betrag bezahlen.
Über- und Unterstiche werden nicht bezahlt.

## Weblink
- Französische Spielerklärung